# Церква святого Архістратига Михаїла (Устечко)
Церква святого Архістратига Михаїла в Устечку — парафія і храм Вишнівецького благочиння Тернопільської єпархії Православної церкви України в селі Устечко Кременецький району Тернопільської области.

## Історія церкви
Церква була збудована в 1779 році, а дзвіниця — у 1744. Відомо, що до цього в селі існував інший храм, про який не збереглося інформації.
16 вересня 1848 року в церкві сталася пожежа. Тоді вдалося врятувати Євангеліє, дароносицю, гробницю та синодальні повчання.
На місці згорілої святині у 1862 році збудували новий храм. Значний внесок у будівництво та облаштування зробив Андрій Швед, якого поховано на церковному подвір'ї.
У 2008 році завершили капітальний ремонт церкви та дзвіниці. При храмі діє недільна школа.

## Парохи
- о. Василь Парницький (1799—1825),
- о. Іван Буйницький (1837—1847),
- о. Андрій Луцкевич (1848—1850),
- о. Семеон Ячкевич (1851—1880),
- о. Микита Корнієвич (1880—1897),
- о. Віктор Яницький (1898—1900),
- о. Кельсій Михайлевич (1901—1907),
- о. Лука Жукович (1908—1911),
- о. Василь Галета (1921—1927),
- о. Василь Блонський (1927—1933),
- о. Калейник Галій (1933—1938),
- о. Іван Гаврилюк (1938—1942),
- о. Іван Мисечко (1942—1943),
- о. Василь Оболончик (1944—1946),
- о. Микола Горбатюк (1946—1955),
- о. Афанасій Синьков (1955—1961),
- о. Іван Швед,
- о. Василь Наумлюк,
- о. Фотіон Щур,
- о. Сергій Сорока (1980—1993),
- о. Микола Ахтанін (1993—1995),
- о. Василь Дідик (з 1995).